# Lista över offentlig konst i Kumla kommun
Lista över offentlig konst i Kumla kommun är en ofullständig förteckning över främst utomhusplacerad offentlig konst i Kumla kommun.

## Kumla tätort
| Titel                       | Konstnär(er)        | Årtal | Beskrivning | Typ - material                                           | Stadsdel/ort                                       | Plats Koordinater                                                                     | Bild                                                             |
| --------------------------- | ------------------- | ----- | ----------- | -------------------------------------------------------- | -------------------------------------------------- | ------------------------------------------------------------------------------------- | ---------------------------------------------------------------- |
| Ljusorgel                   | Leif Bolter         | 2006  |             | Rostfritt stål, slipade glasprismor                      | Centrala Kumla - Torget och Stadshuset             | Sveavägen 12, öster om Johanneskyrkan 59.12537, 15.14495                              |                                                                  |
| Ljusskåp                    | Pål Svensson        | 2002  |             | diabas                                                   | Centrala Kumla - Torget och Stadshuset             | Johannesplatsen koordinater saknas                                                    |                                                                  |
| Regent för en dag           | Olle Medin          | 2008  |             | Rostfritt stål                                           | Centrala Kumla - Torget och Stadshuset             | Solgårdsplatsen koordinater saknas                                                    |                                                                  |
| Skohörnan                   | Ulla Viotti         | 2006  |             | tegel, glaserad ovansida                                 | Centrala Kumla - Torget och Stadshuset             | hörnet Sveavägen/Köpmangatan koordinater saknas                                       |                                                                  |
| Här                         | Ebba Matz           | 2008  |             | rostfritt stål och corténstål                            | Centrala Kumla - Torget och Stadshuset             | Stadshusgatan/Köpmangatan, norr om Handelsbanken 59.12788, 15.14292                   | Här                                                              |
| Tvåflodslandet              | Kenneth Williamsson | 2006  |             | relief - målad betons                                    | Centrala Kumla - Torget och Stadshuset             | Vattugatan 5/Götgatan, på innergården koordinater saknas                              |                                                                  |
| Same Unknown                | Ann-Sofi Sidén      | 2011  |             | Keramik                                                  | Centrala Kumla - Torget och Stadshuset             | Husgavel mot väster på Marielundsgatan koordinater saknas                             |                                                                  |
| Staden vaknar               | William Marklund    | 1941  |             | relief - Smide                                           | Centrala Kumla - Torget och Stadshuset             | Omger dörren vid ingången till Kuben/Stadshuset koordinater saknas                    |                                                                  |
| Okänd titel                 | Jan Lindahl         | 1989  |             | Granitplattor. Marmorblock med guldplätering, Gasfacklor | Centrala Kumla - Torget och Stadshuset             | Fontän på torget koordinater saknas                                                   |                                                                  |
| Kumlan                      | Arne Jones          | 1966  |             | aluminium                                                | Centrala Kumla - Torget och Stadshuset             | Huvudingången till Stadshuset koordinater saknas                                      |                                                                  |
| Millennieklockan            | Per Flodström       | 1999  |             | Granit, rostfritt stål, kopparplåt                       | Centrala Kumla - Torget och Stadshuset             | Kumla torg 59.12693, 15.14327                                                         |                                                                  |
| Okänd titel                 | Mia Vendel          | 1992  |             | gjutjärn                                                 | Centrala Kumla - Torget och Stadshuset             | Kumla torg koordinater saknas                                                         |                                                                  |
| Vårtecken                   | Anna Molander       | 1997  |             | Fontän - brons, grani, kalksten, furu                    | Nordvästra Kumla                                   | Västra parken koordinater saknas                                                      |                                                                  |
| Högborg                     | Olle Medin          | 1998  |             | Kalkstenshällar                                          | Nordvästra Kumla                                   | Ericsson fabriken koordinater saknas                                                  |                                                                  |
| Förvecklingar               | Lars Englund        | 2008  |             | cortenstål                                               | Nordöstra Kumla                                    | Östra Drottninggatan 9-11 koordinater saknas                                          |                                                                  |
| Tillsammans                 | Roland Eckerwall    | 1976  |             | relief - Koppar                                          | Nordöstra Kumla                                    | Solbacka koordinater saknas                                                           |                                                                  |
| Hemväg                      | Per Eklund          | 1973  |             | relief - Mosaik                                          | Nordöstra Kumla                                    | Solbacka koordinater saknas                                                           |                                                                  |
| Okänd titel                 | Ulla Andersson      |       |             | Textil                                                   | Nordöstra Kumla                                    | Utanför matsalen på Solbacka koordinater saknas                                       |                                                                  |
| Träd med fåglar             | Roland Eckerwall    |       |             |                                                          | Nordöstra Kumla                                    | Trapphus på Kungsgården koordinater saknas                                            |                                                                  |
| Vattenorgel                 | Mikael Pauli        | 201   |             | Metall                                                   | Nordöstra Kumla                                    | Högkvarteret – Kungsvägen koordinater saknas                                          |                                                                  |
| Rest                        | Britt Ignell        | 1998  |             | Ek och smide                                             | Nordöstra Kumla                                    | Rondellen vid Carlbarks koordinater saknas                                            |                                                                  |
| Tecken                      | Stina Ekman         | 2007  |             | Brons                                                    | Sydvästra Kumla                                    | Magasinsgatan 4, framför "Posten", tidigare Ströms skofabrik koordinater saknas       |                                                                  |
| Björkar                     | Moxnes              | 1969  |             | Betong                                                   | Sydvästra Kumla                                    | Vägg i Kumlahallen koordinater saknas                                                 |                                                                  |
| Vågrörelse II               | Bengt Blomqvist     | 1969  |             | Marmormosaik                                             | Sydvästra Kumla                                    | Kumlahallen koordinater saknas                                                        |                                                                  |
| Idrottsfamiljen             | Roland Eckerwall    | 1972  |             | relief - Koppar                                          | Sydvästra Kumla                                    | Ovanpå ingången till Kumlahallen koordinater saknas                                   |                                                                  |
| Gymnasterna                 | Lennart Björklund   | 1969  |             | relief - trä                                             | Sydvästra Kumla                                    | Trappan ned till källaren i Kumlahallen koordinater saknas                            |                                                                  |
| Okänd titel                 | Roland Eckerwall    |       |             |                                                          | Sydvästra Kumla                                    | Skyddsräcken till övre klassrum i Vialundsskolan , 1972. koordinater saknas           |                                                                  |
| Don quijote och Sancho Paza | Folke Skoghäll      | 1971  |             | relief - Plåt                                            | Sydvästra Kumla                                    | Matsalen Vialund (inomhus) koordinater saknas                                         | Det är troligen inte ok att ladda upp en bild av detta konstverk |
| Moment                      | Tommy Widing        | 1972  |             | skulptur - rostfritt stål                                | Sydvästra Kumla                                    | Vialundsskolans atriumgård koordinater saknas                                         |                                                                  |
| Okänd titel                 | Elsa Gullberg       |       |             | Textil                                                   | Sydvästra Kumla                                    | Ridå i aulan i Vialundsskolan (inomhus) koordinater saknas                            | Det är troligen inte ok att ladda upp en bild av detta konstverk |
| Filosof                     | Richard Brixel      |       |             | Brons                                                    | Sydvästra Kumla                                    | Utomhus Atriumgården Kumla bibliotek koordinater saknas                               |                                                                  |
| Människan i naturen         | Roland Eckerwall    | 1971  |             | , smide - Koppar                                         | Sydvästra Kumla                                    | Inomhus biblioteket koordinater saknas                                                |                                                                  |
| Flicka                      | Lena Cronqvist      |       |             |                                                          | Sydvästra Kumla                                    | Kumla bibliotek koordinater saknas                                                    |                                                                  |
| Okänd titel                 | Per Eklund          | 1963  |             | relief - Mosaik                                          | Sydvästra Kumla                                    | Kumla bibliotek koordinater saknas                                                    |                                                                  |
| Stående röd fyrkant         | Viveka Nygren       | 2001  |             | väv                                                      | Sydvästra Kumla                                    | koordinater saknas                                                                    |                                                                  |
| Utsikt från Kvarntorpshögen | Olle Medin          | 2002  |             | Målning                                                  | Sydvästra Kumla                                    | Inomhus Kumla bibliotek koordinater saknas                                            |                                                                  |
| Hommage à Callot            | Folke Skoghäll      | 1967  |             | Emalj                                                    | Sydvästra Kumla                                    | koordinater saknas                                                                    |                                                                  |
| Kvinna vid havet            | Knut Erik Lindberg  | 1960  |             | Granit                                                   | Sydvästra Kumla                                    | Kvarnparken koordinater saknas                                                        |                                                                  |
| Fossil                      | Anna Molander       |       |             | Marmor/Kalksten                                          | Sydvästra Kumla                                    | Utanför Fylstamottagning koordinater saknas                                           |                                                                  |
| Okänd titel                 | Maria Friberg       |       |             | Foto                                                     | Djupadalsparken och Kumla sjöpark , Djupadalsbadet | Djupadalsbadet koordinater saknas                                                     |                                                                  |
| Okänd titel                 | Mattias von Arckel  |       |             |                                                          | Djupadalsparken och Kumla sjöpark , Djupadalsbadet | Djupadalsbadet koordinater saknas                                                     |                                                                  |
| Skönhet/Beauty              | Richard Brixel      | 2010  |             | Brons                                                    | Djupadalsparken och Kumla sjöpark , Djupadalsbadet | Kumla sjöpark koordinater saknas                                                      |                                                                  |
| Små skulpturer              | Anna Molander       | 2010  |             | Brons                                                    | Djupadalsparken och Kumla sjöpark , Djupadalsbadet | Kumla sjöpar koordinater saknas                                                       |                                                                  |
| Ängel                       | Eva Lange           | 2014  |             | Röd bohusgranit                                          | Djupadalsparken och Kumla sjöpark , Djupadalsbadet | Södra sidan av Växthuset Kumla Sjöpark koordinater saknas                             |                                                                  |
| Hans och Greta              | Arvid Källström     | 1955  |             | Brons                                                    | Djupadalsparken och Kumla sjöpark , Djupadalsbadet | Djupadalsparken koordinater saknas                                                    |                                                                  |
| Björnar                     | Okänd               |       |             | Betong                                                   | Djupadalsparken och Kumla sjöpark , Djupadalsbadet | Djupadalsparken koordinater saknas                                                    |                                                                  |
| Sköldpadda                  | Roland Eckerwall    | 1985  |             | Trä, rödbok                                              | Sydöstra Kumla                                     | Norrgårdens förskola koordinater saknas                                               |                                                                  |
| På väg till skolan          | John Norlander      | 1957  |             | Tegel                                                    | Sydöstra Kumla                                     | Inomhus, Malmens skola koordinater saknas                                             |                                                                  |
| Betongmur, betongkub        | Okänd               |       |             | Betong                                                   | Sydöstra Kumla                                     | Marielundsgatan, inre gården koordinater saknas                                       |                                                                  |
| Sprattel                    | Torsten Fridh       | 1964  |             | Mässing på granitfundament                               | Sydöstra Kumla                                     | Bostadsrättsföreningen Östergården koordinater saknas                                 |                                                                  |
| Väktare                     | Claes Hake          | 1998  |             | Huggen bohusgranit                                       | Sydöstra Kumla                                     | Torget Klockarbacken koordinater saknas                                               |                                                                  |
| Okänd titel                 | Paul Meier          | 1974  |             | Figurgrupp– tre delar - Ekbergsmarmor                    | Sydöstra Kumla                                     | Kumlaby koordinater saknas                                                            |                                                                  |
| Okänd titel                 | Walter Holmström    |       |             | Emalj                                                    | Sydöstra Kumla                                     | Köpmangatan 32 koordinater saknas                                                     |                                                                  |
| Vågrörelse                  | Folke Skoghäll      | 1967  |             | Emalj                                                    | Sydöstra Kumla                                     | Köpmangatan 32 koordinater saknas                                                     |                                                                  |
| Ljusfångaren                | Göran Persson       | 1992  |             | ekebergsmarmor                                           | Sydöstra Kumla                                     | parken väster om Klockarbacken koordinater saknas                                     |                                                                  |
| Mufflon                     | Göran Persson       | 1991  |             | lekskulptur - bohusgranit (ävjagranit)                   | Sydöstra Kumla                                     | parken väster om bostadsområdet Klockarbacken, nordväst om butiken koordinater saknas |                                                                  |
| Sittbänk                    | Göran Persson       | 1992  |             | ekebergsmarmor                                           | Sydöstra Kumla                                     | parken väster om Klockarbacken koordinater saknas                                     |                                                                  |
| Nordisk arabesk             | Göran Persson       | 1991  |             | reliefer - målad plåt                                    | Sydöstra Kumla                                     | Klockarbacken, servicebyggnaden koordinater saknas                                    |                                                                  |
| Okänd titel                 | Rolf Karlsson       |       |             | Rostfritt stål                                           | Sydöstra Kumla                                     | Västra Kyrkogården koordinater saknas                                                 |                                                                  |
| Kumla Brassensmeble         | Birgitta Muhr       | 2010  |             | järn, mässing, belysning och skuggor.                    |                                                    | ingången till Kumla Folkets hus (inomhus) koordinater saknas                          | Det är troligen inte ok att ladda upp en bild av detta konstverk |

## Konst på Hög
Huvudartikel: Konst på Hög
| Titel                                                 | Konstnär(er)                 | Årtal | Beskrivning                                                        | Typ - material                        | Plats Koordinater                  | Bild                   |
| ----------------------------------------------------- | ---------------------------- | ----- | ------------------------------------------------------------------ | ------------------------------------- | ---------------------------------- | ---------------------- |
| Bunker                                                | James Bates                  | 2002  |                                                                    | tegel, järnluckor                     | Konst på Hög 59.12592, 15.25347    | Bunker                 |
| Vindla                                                | Leif Bolter                  | 1998  |                                                                    | Rostfritt stål, aluminium, cortenstål | Konst på Hög 59.12578, 15.25107    | Vindla                 |
| Makt                                                  | Richard Brixel               | 1998  |                                                                    | Brons                                 | Konst på Hög 59.12548, 15.25316    | Makt                   |
| Sju                                                   | Mats Caldeborg               | 1999  |                                                                    | Galvat stål, zink                     | Konst på Hög 59.12658, 15.25522    | Sju                    |
| Kvarntorpsmalanganerna                                | Lenny Clarhäll               | 1999  |                                                                    | Courtenstål                           | Konst på Hög 59.12531, 15.25198    | Kvarntorpsmalanganerna |
| Stabil                                                | Lars Englund                 | 2000  |                                                                    | Aluminium                             | Konst på Hög 59.12563, 15.25192    | Stabil                 |
| Port                                                  | Claes Hake                   | 1998  |                                                                    | Bohusgranit                           | Konst på Hög 59.12552, 15.25266    | Port                   |
| Absit Omen                                            | Kent Karlsson                | 2003  |                                                                    | sträckmetall                          | Konst på Hög 59.12641, 15.25308    | Absit Omen             |
| Koncentrator                                          | Torgny Larsson               | 1998  |                                                                    | rostfri stålplåt, stålrör             | Konst på Hög 59.12515, 15.25297    | Koncentrator           |
| Tur med vädret                                        | Eva Löfdahl                  | 2001  |                                                                    | Lättbetongstenar, färgat glas         | Konst på Hög 59.12611, 15.25566    | Tur med vädret         |
| Rännil                                                | Ebba Matz                    | 2001  |                                                                    | Rostfritt stål                        | Konst på Hög 59.12566, 15.25438    | Rännil                 |
| Arken                                                 | Olle Medin                   | 1999  |                                                                    | Trä                                   | Konst på Hög 59.12539, 15.25139    | Arken                  |
| Bröstskål                                             | Ulf Rollof                   | 2000  |                                                                    | Gjutjärn                              | Konst på Hög 59.1254, 15.25368     | Bröstskål              |
| Ljusrum I, Ljusrum II                                 | Pål Svensson                 | 1998  |                                                                    | Hallandsgnejs                         | Konst på Hög 59.12497, 15.25197    | Ljusrum I, Ljusrum II  |
| Dansen                                                | Karin Ward                   | 2001  |                                                                    | järnplåt                              | Konst på Hög 59.12671, 15.26223    | Dansen                 |
| Waaaal                                                | Lars Vilks                   | 1998  |                                                                    | Rivningsvirke                         | Konst på Hög 59.12582, 15.25448    | Waaaal                 |
| Energi-Magi                                           | Ulla Viotti                  | 1998  |                                                                    | Mönstermurat tegel                    | 59.12648, 15.25151                 | Energi-Magi            |
| Odens hög Även känd som: Odens trädgård               | Ulla Viotti                  |       |                                                                    | Land Art med jord och gräs            | Konst på Hög 59.1214, 15.25744     | Odens hög              |
| Golfaren                                              | Richard Brixel               |       |                                                                    | Brons                                 | Kumla Golfklubb koordinater saknas |                        |
| Hesperidernas trädgård                                | Lars Vilks                   | 2006  |                                                                    | Murad Natursten                       | Konst på Hög 59.12621, 15.25445    | Hesperidernas trädgård |
| Synergi                                               | Eva Marklund                 | 2008  |                                                                    | lackerad stålplåt                     | Konst på Hög 59.12578, 15.2552     | Synergi                |
| Motorheart                                            | Ariana Kajfes Anders Boqvist | 2007  | Negrävd gjuten motor, bensinpump i stål, solcell på stolpe         | bilmotor, bensin                      | Konst på Hög 59.12484, 15.25152    | Motorheart             |
| Okänd titel                                           | Peter Johansson              | 2006  | "JOHANSSON" i höga vita bokstäver, påminnande om Hollywoodskylten. | Konstruktion i stål                   | Konst på Hög 59.12666, 15.25603    |                        |
| Rum för resande                                       | Nils-Bertil Malmberg         | 2005  |                                                                    | Grovt timmer                          | Konst på Hög 59.12818, 15.25303    | Rum för resande        |
| Var är konsten? Även känd som: Var finns konstverket? | Marc Broos                   | 2010  |                                                                    | Silikon, hårdgips, specialbetong      | Konst på Hög 59.12543, 15.25224    | Var är konsten?        |
| Heptagon                                              | Corinne Ericson              | 2011  |                                                                    | Aluminium                             | Konst på Hög 59.12501, 15.25105    | Heptagon               |
| Periphery III                                         | Sirous Namazi                | 2013  |                                                                    | stål, stålplåt                        | Konst på Hög 59.12619, 15.25448    | Periphery III          |
| Yggdrasil                                             | Cecilia Jansson              | 2015  |                                                                    | Trä, stål                             | 59.12576, 15.25506                 | Yggdrasil              |
| Stilla rörelse                                        | Maria Miesenberger           | 2015  |                                                                    | Rostfritt stål                        | Konst på Hög 59.12598, 15.25364    | Stilla rörelse         |

## Övriga kommunen
| Titel                                  | Konstnär(er)             | Årtal | Beskrivning | Typ - material            | Stadsdel/ort | Plats Koordinater                                          | Bild                                 |
| -------------------------------------- | ------------------------ | ----- | ----------- | ------------------------- | ------------ | ---------------------------------------------------------- | ------------------------------------ |
| Jesus välsignar barnen                 | Pehr Hörberg             | 1793  |             | målning - oljefärg        | Ekeby        | Altartavla i Ekeby kyrka (inomhus) koordinater saknas      | Ladda upp en bild av detta konstverk |
| Urtidshavet                            | Bengt Blomqvist          | 1956  |             | Marmormosaik              | Hällabrottet | Golvet i Yxhults före detta huvudkontor koordinater saknas |                                      |
| Jordens uppkomst                       | Bertil Bagare            | 1975  |             |                           | Sannahed     | Vattenverket Blacksta koordinater saknas                   |                                      |
| Skildring av Sannaheds militärhistoria | Lars Agger               |       |             |                           | Sannahed     | koordinater saknas                                         |                                      |
| Grävlingar                             | Johan Ledung             |       |             |                           | Åbytorp      | Sickelsta rastplats koordinater saknas                     |                                      |
| Bolla med tre                          | Bertil Bagare Per Eklund | 1965  |             |                           | Åbytorp      | Stene skola, matsalen koordinater saknas                   |                                      |
| Inrainbow                              | Britta Kjellgren Jäger   | 2010  |             | termoplastisk massa, glas |              | entrén utanför anstalten Kumla koordinater saknas          |                                      |
| Sprungen ur                            | Pål Svensson             | 2007  |             | diabas                    |              | Viagatan 16, Via industriområde koordinater saknas         |                                      |